# Поточна база даних
Поточна база даних — загальноприйнята база даних, що зберігає дані, які є дійсними зараз. Наприклад, якщо користувач вставляє «Джон Сміт» у таблицю Штат поточної бази даних, то припускається, що факт є дійсним зараз і до його подальшого вилучення. На противагу, темпоральна база даних кваліфікує кожний рядок позначкою (англ. stamp), періодом (англ. period) або інтервалом (англ. interval) дійсного часу. Наприклад, можна припустити факт, що «Джон Сміт» був членом штату протягом періоду від 1 червня 2001 року до зараз. Поточні бази даних є найпоширенішими типом баз даних у сьогоденному використання. Поняття зараз обговорюється у Кліффорд et alia (1997).